# ولسوالی تیوره
تیوره یکی از ولسوالی‌های افغانستان در ولایت غور در افغانستان به مرکزیت شهر تیوره است. جمعیت آن در سال ۲۰۲۰ (میلادی) ۱۰۳٬۳۶۴ نفر اعلام شده است. تیوره زمانی مرکز پیشین استان غور بود که بنام غور هم یاد می‌شد. مرکز این شهرستان به نام قلعه غور یاد می‌شود، که مرز مشرک با شهرستان پُرچمن استان فراه دارد.

## موقعیت جغرافیایی و شرایط طبیعی
تیوره در جنوب غربی مرکز ولایت غور (فیروزکوه) واقع شده و حدود ۲۲۰ کیلومتر از آن فاصله دارد. این ولسوالی از شمال با ولسوالی ساغر، از شرق با ولسوالی پسابند، از جنوب با ولایت هلمند و از غرب با ولایت فراه هم‌مرز است.

## اقلیم و آب‌وهوا
تیوره دارای اقلیم کوهستانی با زمستان‌های سرد و تابستان‌های معتدل است. بارندگی نسبتاً مناسب، زمین‌های حاصلخیز و مراتع سرسبز را فراهم کرده است.